# Правителство на Филип Димитров
Правителството на Филип Димитров е правителство на Република България, назначено с Решение на XXXVI обикновено народно събрание от 8 ноември 1991 г. Управлява страната до 30 декември 1992 г., след което е наследено от правителството на Любен Беров. Това е първото дясно (синьо) правителство след 1989 г.
Основна цел на управлението си правителството обявява „смяната на системата“ и поставя началото на структурна реформа в икономиката като внася необходимите закони за реституция и приватизация. В областта на външната политика правителството прави рязък завой в посока сближаване със САЩ и Западна Европа. Даден е и успешен старт на процеса на европейска интеграция. Във вътрешната си политика обаче правителството търпи много критики и се конфронтира със синдикатите и медиите. В крайна сметка през октомври 1992 г. Филип Димитров иска вот на доверие от парламента, но не получава достатъчно гласове и правителството подава оставка.

## Съставяне
Правителството на Филип Димитров е съставено след проведените през октомври 1991 г. общи избори за XXXVI народно събрание и за местно управление. Разпределението на парламентарните мандати е Съюз на демократичните сили, тогава коалиция от демократични партии и организации – 110 мандата, Предизборен съюз на БСП, БЛП, ОПТ – 106 мандата, Движение за права и свободи – 24 и съответно на 5 ноември 1991 г. президентът Желю Желев възлага на Филип Димитров, като посочен от най-голямата парламентарна група да състави правителство.
На 8 ноември 1991 г. Народното събрание избира със 134 гласа „за“ Филип Димитров за министър-председател. Предложеният от него кабинет е гласуван анблок със 128 гласа „за“, като кабинетът има относително мнозинство и разчита на подкрепата от гласове от третата парламентарна партия ДПС. Тъй като СДС е коалиция, в която влизат двете партии Демократическа партия и Радикалдемократическа партия, разпределението на министрите е на квотен принцип 9:2:2:2 (СДС:ДП:РДП:независими).

## Политика

### Вътрешна политика
Правителството обявява за основна цел на управлението си „смяната на системата“ – изцяло да се сменят политическите и икономически условия, наследени от социализма, както и да се отстранят от държавната администрация всички стари кадри. За да се извърши смяната на собствеността, през февруари 1992 г. е приет „Закон за чуждестранните инвестиции“, а през април 1992 г. – законът за преобразуването и приватизацията на държавни и общински предприятия. При приватизацията се дава предимство на възстановяването на отнето имущество (реституция) от преди социалистическия период, а едва след това да се извършат приватизационните сделки на общата държавна собственост. Реституцията обаче забавя процеса на приватизация поради възникнали съдебни спорове. За раздържавяване на банките е основана Банкова консолидационна компания.
Реституцията на национализираното недвижимо имущество в градовете води до стимулиране на частната търговска дейност. Финансовият министър Иван Костов води монетарна политика, основаваща се на стабилна национална валута и защита от инфлацията. С напредването на икономическата реформа обаче жизненото равнище се снижава, броят на безработните надхвърля 400 хиляди. Синдикатите се отказват от споразумението за въздържане от стачки и дори синдикат „Подкрепа“ се обявява срещу правителството. Във вестниците се появяват критики срещу стила на вземане на решения от правителството. Непредставените в парламента партии, особено бившите членове на Съюза на демократичните сили БСДП и БЗНС „Никола Петков“ критикуват кабинета. 

### Външна политика
В областта на външната политика правителството поема курс на сближение със САЩ и при срещата си с Джордж Буш през март 1992 г. Филип Димитров поема задължение България да стане фактор на сигурността на Балканите. През януари 1992 г. България първа признава суверенитета на четирите бивши югославски републики: Република Македония, Словения, Хърватия и Босна и Херцеговина, като с този акт изпреварва ЕС. През май същата година България е приета за член на Съвета на Европа, през юни е една от основателките на Зоната за черноморско икономическо сътрудничество, а през декември кандидатства за асоцииране към Европейския съюз.
В същото време президентът Желю Желев провежда активна международна дейност, с която се стреми да балансира проамериканската позиция на премиера. През февруари 1992 г. той посещава Франция, където подписва двустранен договор за приятелство и сътрудничество и година по-късно България се присъединява към общността на франкофонските страни. През август е подписан и договор за сътрудничество между България и Русия.

#### Оръжеен скандал
През септември 1992 г. избухва т.нар. оръжеен скандал, когато ръководителите на специалните служби, наследили бившата „Държавна сигурност“, дават безпрецедентна пресконференция, на която ген. Бриго Аспарухов (директор на Националната разузнавателна служба, а по-късно депутата то БСП) заявява, че съветник на премиера Филип Димитров е участвал в оръжейна сделка с Македония. В отговор Филип Димитров иска обяснение и генералът огласява в медиите, че ще говори само в присъствието на президента, представители на главната прокуратура, МВР и парламентарната комисия по национална сигурност. На тази среща Бриго Аспарухов се извинява на премиера за изявлението си. Информацията е публично опровергана, обаче е достатъчно първоначалното обвинение да бъде подето от медиите, за да се предизвика политически скандал и натиск върху правителството и премиера.

## Падане на кабинета
През лятото на 1992 година към атаките срещу правителството на опозицията и синдикатите се присъединява и президентът Желев, който на 30 август 1992 г. свиква пресконференция в Бояна, на която остро критикува правителството, че е обявило война на медиите, синдикатите, църквата, президентството и извънпарламентарните политически формации – епизод, наречен по-късно „Боянски ливади“.
През октомври 1992 г. правителството на Димитров внася вот на доверие в парламента, но губи гласуването, тъй като ДПС не го подкрепя и така пада от власт.
Според Христо Христов след управлението на първото правителство на СДС започва процес на създаване на силови групировки, превземане на ключови постове в сектора на националната сигурност от кадри на бившата Държавна сигурност и мутризиране и криминализиране на българския преход.

## Състав

### Първоначален състав
Сформира се от следните 18 министри и един председател:
| министерство                                                                       | име | име                    | партия                       |
| ---------------------------------------------------------------------------------- | --- | ---------------------- | ---------------------------- |
| министър-председател                                                               |     | Филип Димитров         | СДС                          |
| правосъдие                                                                         |     | Светослав Лучников     | Радикалдемократическа партия |
| заместник министър-председател, здравеопазване                                     |     | Никола Василев         | безпартиен                   |
| заместник министър-председател,                                                    |     | Илко Ескенази          | СДС                          |
| образование и наука2                                                               |     | Николай Василев        | СДС                          |
| външни работи                                                                      |     | Стоян Ганев            | СДС                          |
| селскостопанско развитие, земеползване и възстановяване на поземлената собственост |     | Георги Стоянов         | СДС                          |
| транспорт                                                                          |     | Александър Александров | СДС                          |
| околна среда                                                                       |     | Валентин Василев       | СДС                          |
| култура                                                                            |     | Елка Константинова     | Радикалдемократическа партия |
| труд и социални грижи                                                              |     | Векил Ванов            | Демократическа партия        |
| финанси                                                                            |     | Иван Костов            | СДС                          |
| търговия                                                                           |     | Александър Праматарски | Демократическа партия        |
| промишленост                                                                       |     | Румен Биков            | СДС                          |
| отбрана                                                                            |     | Александър Сталийски   | Демократическа партия        |
| вътрешни работи                                                                    |     | Йордан Соколов         | СДС                          |
| териториално развитие, жилищна политика и строителство3                            |     | Никола Карадимов       | безпартиен                   |

- 1: – закриват се на основание чл. 84, т. 7 от Конституцията на Република България следните ведомства:
  - Министерство на външноикономическите връзки;
  - Министерство на строителството, архитектурата и благоустройството.
- 2: – обединяват се на основание чл. 84, т. 7 от Конституцията на Република България следните ведомства:
  - Министерството на народната просвета и Министерството на науката и висшето образование – в Министерство на образованието и науката.
- 3: – създават се на основание чл. 84, т. 7 от Конституцията на Република България следните ведомства:
  - Министерство на териториалното развитие, жилищната политика и строителството.
- 4: – преобразуват се на основание чл. 84, т. 7 от Конституцията на Република България следните ведомства:
  - Министерството на земеделието и хранителната промишленост – в Министерство на земеделието.

### Промени в кабинета от 20 май 1992
Освободени са:
- Стоян Ганев – от поста заместник министър-председател на България;
- Димитър Луджев – от правителството.

Създадени са с Решение на XXXVI обикновено народно събрание от 20 май 1992 г. следните ведомства:
- Министерство на търговията и Министерство на промишлеността чрез разделяне на Министерството на индустрията и търговията;
- Министерство на селскостопанското развитие, земеползването и възстановяването на поземлената собственост чрез закриване на Министерството на земеделието.

| министерство                                                                       | име | име                    | партия                       |
| ---------------------------------------------------------------------------------- | --- | ---------------------- | ---------------------------- |
| заместник министър-председател                                                     |     | Светослав Лучников     | Радикалдемократическа партия |
| заместник министър-председател                                                     |     | Илко Ескенази          | СДС                          |
| заместник министър-председател                                                     |     | Никола Василев         | безпартиен                   |
| отбрана                                                                            |     | Александър Сталийски   | Демократическа партия        |
| търговия                                                                           |     | Александър Праматарски | Демократическа партия        |
| селскостопанско развитие, земеползване и възстановяване на поземлената собственост |     | Георги Стоянов         | СДС                          |
| промишленост                                                                       |     | Румен Биков            | СДС                          |